# Яблоново (Савинский район)
Яблоново — деревня в Савинском районе Ивановской области России. Входит в состав Воскресенского сельского поселения.

## География
Деревня находится в южной части Ивановской области, в зоне хвойно-широколиственных лесов, к югу от автодороги 24Н-244, на расстоянии примерно 7 км (по прямой) к северо-востоку от Савино, административного центра района. Абсолютная высота — 123 м над уровнем моря.

### Климат
Климат характеризуется как умеренно континентальный, с умеренно холодной многоснежной зимой и относительно тёплым летом. Среднегодовая температура воздуха — 2,9 °C. Средняя температура воздуха самого холодного месяца (января) — −11,6 °C (абсолютный минимум — −46 °C), средняя температура самого тёплого (июля) — 17,7 °С (абсолютный максимум — 37 °С). Безморозный период длится около 120 дней. Годовое количество атмосферных осадков составляет 550 мм, из которых большая часть выпадает в тёплый период. Снежный покров держится в течение 150 дней.

### Часовой пояс
Деревня Яблоново, как и вся Ивановская область, находится в часовой зоне МСК (московское время). Смещение применяемого времени относительно UTC составляет +3:00.

## Население
| 1859 | 1905 | 2010 |
| ---- | ---- | ---- |
| 74   | ↗89  | ↘0   |

## Известные уроженцы
- Кузнецов, Михаил Васильевич (1892—1967) — советский военачальник, генерал-лейтенант.

## Транспорт
Деревня доступна автотранспортом по автодороге 24Н-244.